# Praestigia groenlandica
Praestigia groenlandica là một loài nhện trong họ Linyphiidae.
Loài này thuộc chi Praestigia. Praestigia groenlandica được Herman Theodor Holm miêu tả năm 1967.